# Bracia Włosi

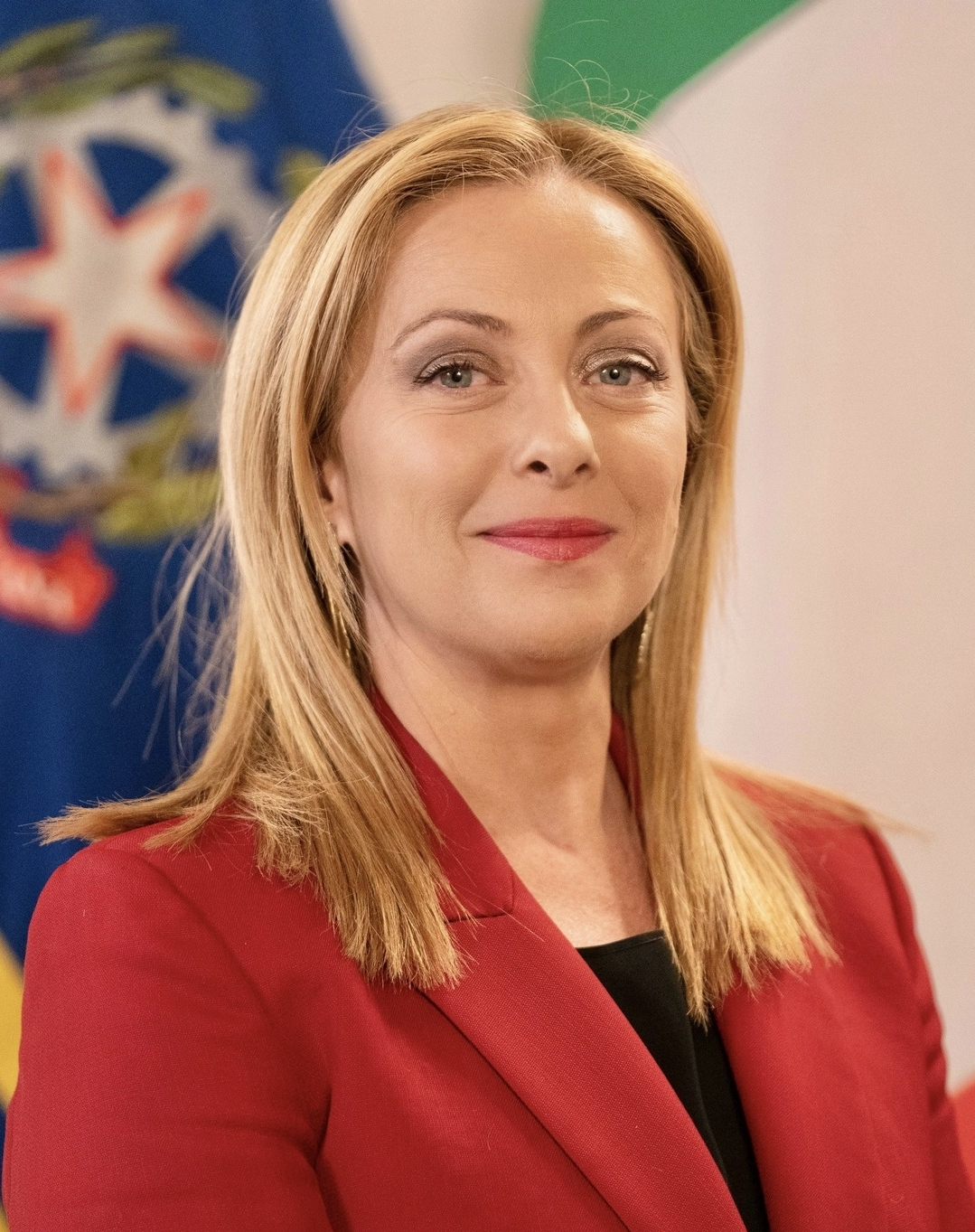
Giorgia Meloni

Bracia Włosi (wł. Fratelli d’Italia, FdI), właśc. Bracia Włosi – Sojusz Narodowy (wł. Fratelli d’Italia – Alleanza Nazionale, FdI-AN) – włoska partia polityczna o profilu narodowo-konserwatywnym. Do 2014 działała pod nazwą Bracia Włosi – Centroprawica Narodowa (wł. Fratelli d’Italia – Centrodestra Nazionale, FdI-CN). Ugrupowanie należy do Partii Europejskich Konserwatystów i Reformatorów.

## Historia
Ugrupowanie powstało z połączenia dwóch grup politycznych utworzonych w połowie grudnia 2012. Pierwszą z nich (Centroprawicę Narodową) powołał Ignazio La Russa, jeden z krajowych koordynatorów Ludu Wolności. Nastąpiło to w uzgodnieniu z liderem PdL Silviem Berlusconim, aby zapewnić w przyszłych wyborach w ramach centroprawicowej koalicji dodatkową listę o profilu bardziej prawicowym. Frakcję Bracia Włosi utworzyli mniej więcej w tym samym czasie Giorgia Meloni i Guido Crosetto, również należący do Ludu Wolności. Obie grupy, reprezentujące w znacznej mierze dawnych działaczy Sojuszu Narodowego i polityków przeciwnych rządowi Mario Montiego, skonsolidowały się po kilku dniach. Do nowej formacji przyłączyło się łącznie około 25 parlamentarzystów krajowych i europejskich, którzy m.in. powołali własną frakcję w Senacie. Na potrzeby wyborów parlamentarnych w 2013 FdI-CN przystąpiła do bloku centroprawicy opartego na PdL i Lidze Północnej.
W wyniku wyborów partia nie uzyskała mandatów w Senacie. Do Izby Deputowanych XVII kadencji wynik na poziomie 2% głosów przełożył się na 9 mandatów. Samodzielnie wystartowała następnie w wyborach europejskich w 2014, uzyskując około 3,7% głosów i nie przekraczając wyborczego progu.
W wyborach w 2018 Bracia Włosi wystartowali w ramach koalicji centroprawicy, która otrzymała najwyższe poparcie na poziomie około 37% głosów. Partię poparło po około 3,5% głosujących w wyborach do każdej z izb. Ugrupowanie wywalczyło łącznie około 50 mandatów w parlamencie z puli proporcjonalnej i większościowej. W 2019 Marco Marsilio został pierwszym należącym do partii prezydentem regionu, wygrywając z ramienia centroprawicowej koalicji wybory w Abruzji. W wyborach do Parlamentu Europejskiego w tym samym roku partia po raz pierwszy przekroczyła próg wyborczy, wprowadzając 6 deputowanych.
W 2021 ugrupowanie stało się jedyną istotną siłą parlamentarną pozostającą w opozycji do rządu Maria Draghiego. Formacja w wyborach w 2022 startowała ponownie w ramach koalicji centroprawicy, która uzyskała większość w parlamencie. Bracia Włosi uzyskali w tych wyborach największe poparcie – ich listy do każdej z izb otrzymały po około 26% głosów. Partia wprowadziła 119 posłów i 66 senatorów. W październiku 2022 przewodnicząca ugrupowania Giorgia Meloni została nowym premierem Włoch.
W wyborach europejskich w 2024 Bracia Włosi zajęli pierwsze miejsce (28,8% głosów i 24 mandaty).

## Przewodniczący
Partią początkowo kierowało troje jej założycieli, w latach 2013–2014 przewodniczył jej Ignazio La Russa, następnie na jej czele stanęła Giorgia Meloni.

## Poparcie
| Wybory | Głosy (tys.) | %    | Mandaty |
| ------ | ------------ | ---- | ------- |
| 2013   | 666          | 2,0  | 9       |
| 2018   | 1427         | 4,4  | 32      |
| 2022   | 7303         | 26,0 | 119     |

| Wybory | Głosy (tys.) | %    | Mandaty |
| ------ | ------------ | ---- | ------- |
| 2013   | 590          | 1,9  | 0       |
| 2018   | 1286         | 4,3  | 18      |
| 2022   | 7167         | 26,0 | 69      |

| Wybory | Głosy (tys.) | %    | Mandaty |
| ------ | ------------ | ---- | ------- |
| 2014   | 1004         | 3,7  | 0       |
| 2019   | 1723         | 6,5  | 6       |
| 2024   | 6725         | 28,8 | 24      |